# Revolution OS
«Revolution OS» — документальний фільм, що розповідає про історію GNU, Linux, open source, і руху за вільне програмне забезпечення.
Режисер: J. T. S. Moore, фільм містить інтерв’ю з видатними хакерами і підприємцями, включаючи Річарда Столмена, Майкла Тіманна, Лінуса Торвальдса, Ларрі Августина, Еріка Стівена Реймонда, Брюса Перенса, Франка Хекера і Брайана Белендорфа.
Більша частина матеріалу для фільму була знята в Кремнієвій долині.

## Синопсис
Фільм починається зі спогадів про Реймонда, IPO Linux, Торвальдса, ідею відкритого коду, Перенса, Столлмана, потім показує історичну сцену перших днів хакерів і комп'ютерних аматорів, коли код був у вільному доступі. У ній обговорюється, як зміни відбулися у 1978 році, коли співзасновник Microsoft Білл Гейтс у своєму "Відкритому листі до аматорів" наполегливо закликав аматорів платити за це. Столлман розповідає про свою боротьбу з постачальниками пропрієтарного програмного забезпечення в Лабораторії штучного інтелекту Массачусетського технологічного інституту, що призвела до його відходу, щоб зосередитися на розробці вільного програмного забезпечення, а також на проєкті GNU. 
Торвальдс описує розробку ядра Linux, суперечку щодо назви GNU/Linux, подальший розвиток Linux та його комерціалізацію. 
Реймонд і Столлман пояснюють філософію вільного програмного забезпечення в порівнянні з комунізмом і капіталізмом, а також етапи розвитку Linux. 
Майкл Тіманн розповідає про зустріч зі Столлманом у 1987 році, отримання ранньої версії GCC Столлмана та заснування Cygnus Solutions.
Ларрі Огустін описує поєднання програмного забезпечення GNU зі звичайним ПК для створення Unix-подібної робочої станції за третину ціни і вдвічі більшої потужності, ніж робоча станція Sun. Він розповідає про свої ранні стосунки з венчурними капіталістами, кінцеву капіталізацію і комерціалізацію Linux для його власної компанії, VA Linux, і її первинне розміщення акцій.

## Дивись також
- The Code — ще один документальний фільм про Linux
- Пірати Силіконової долини
- Відкритий вихідний код
- Linux
- Собор і базар